# Guepard asiàtic
El guepard asiàtic (Acinonyx jubatus venaticus), també conegut com a guepard iranià és una espècie críticament amenaçada de guepard, és concretament una subespècie, que actualment només es troba a l'Iran. Abans es trobava també a l'Índia on ja és extint.
El guepard asiàtic viu principalment al desert central de l'Iran en situació de poblacions fragmentades. L'any 2013, només 20 guepards es van identificar a l'Iran. La població total estimada és d'entre 40 a 70 individus, els accidents en carretera suposen els dos terços de les seves morts.
El guepard asiàtic es va separar del seu parent africà fa entre 32.000 i 67.000 anys. Junt amb el linx eurasiàtic i el lleopard persa, és un dels gran fèlids actuals a l'Iran.

## Característiques

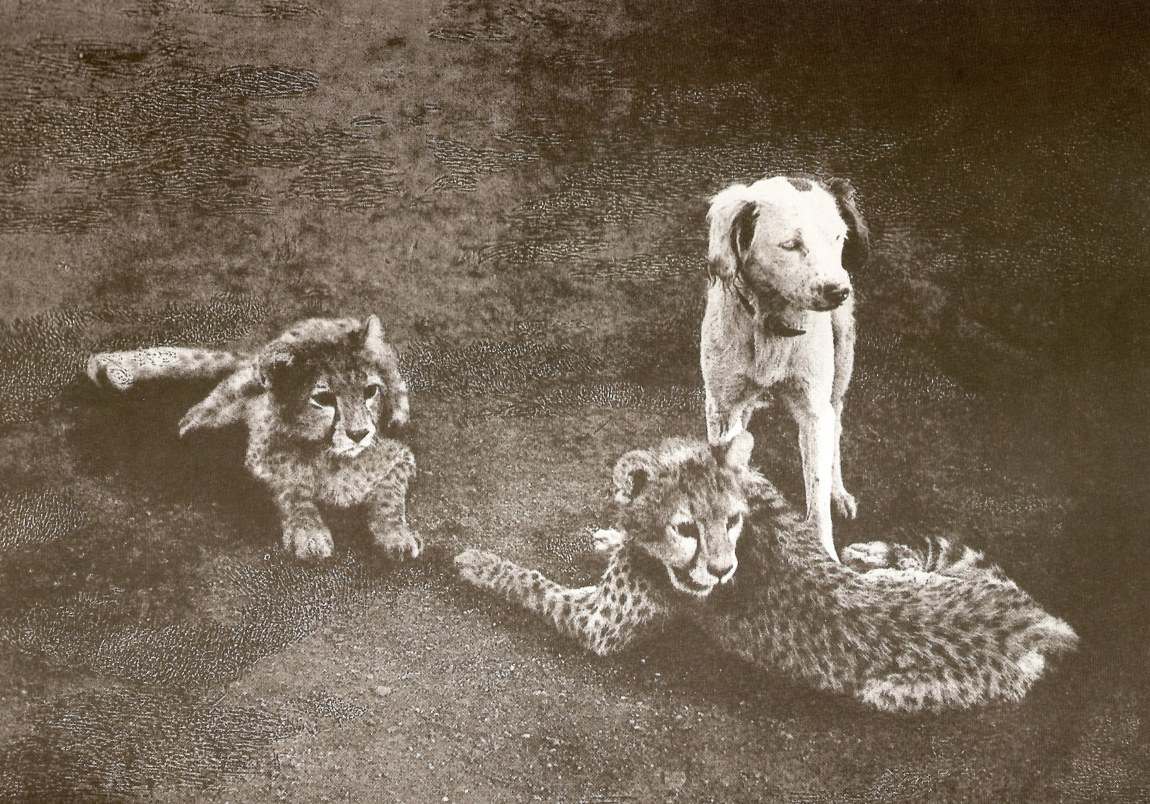
Cadells de guepard (Índia, 1897)

El cap i el cos del guepard asiàtic adult mesuren 112–135 cm amb una llargada de la cua entre 66 i 84 cm. Pesa de 34 a 54 kg. Els mascles són lleugerament més grossos que les femelles.
El guepard asiàtic es troba en zones desèrtiques al voltant de Dasht-e Kavir i inclou altres de Kerman, Khorasan, Semnan, Yazd, Teheran, i Markazi. La majoria viuen en cinc santuaris de la vida silvestre: Parc Nacional de Kavir, Parc Nacional de Touran, Àrea protegida de Bafq, Reserva de la vida silvestre de Daranjir i Reserva de la vida silvestre de Naybandan.
Les preses del guepard asiàtic són petits antílops, a l'Iran principalment gaseles Jebeer, gaseles perses, ovella silvestre, cabra salvatge asiàtica i llebre del Cap.